# Rockford (Illinois)
Rockford és una població dels Estats Units a l'estat d'Illinois. Segons el cens del 2008 tenia 157.272 habitants.

## Demografia
Segons el cens del 2000, Rockford tenia 150.115 habitants, 59.158 habitatges, i 37.328 famílies. La densitat de població era de 1.034,8 habitants/km².
Per edats la població es repartia de la següent manera: un 26,7% tenia menys de 18 anys, un 9,2% entre 18 i 24, un 29,7% entre 25 i 44, un 20,4% de 45 a 60 i un 14,1% 65 anys o més.
L'edat mediana era de 34 anys. Per cada 100 dones de 18 o més anys hi havia 88,9 homes.
La renda mediana per habitatge era de 37.667 $ i la renda mediana per família de 45.465 $. Els homes tenien una renda mediana de 37.098 $ mentre que les dones 25.421 $. La renda per capita de la població era de 19.781 $. Aproximadament el 10,5% de les famílies i el 14% de la població estaven per davall del llindar de pobresa.

## Poblacions properes
El següent diagrama mostra les poblacions més properes.